# Nyctemera subhyalina
Nyctemera subhyalina là một loài bướm đêm thuộc phân họ Arctiinae, họ Erebidae.